# Cótis I (sapeanos)
Cótis I (em grego: Κότυς; m. 48 a.C.) foi monarca do Reino Odrísio da Trácia entre 57 e 48 a.C.. Ele era filho de Remetalces. Como rei cliente da República Romana, Cótis se aliou ao general romano Pompeu durante a guerra civil contra César e enviou-lhe um destacamento de auxiliares sob a liderança de seu filho, Rescúporis em 48 a.C.
Com a morte de Cótis, Rescúporis tornou-se rei sob a regência de Remetalces I, o irmão mais novo de Cótis.